# Trichocline
Trichocline je rod glavočika iz tribusa Mutisieae, dio potporodice Mutisioideae. Sastoji se od dvadesetak vrsta  u Južnoj Americi.
T. spathulata u Zapadnoj Australijia premještena je u zaseban rod Amblysperma.

## Vrste
1. Trichocline aurea Reiche
2. Trichocline auriculata Hieron.
3. Trichocline boecheri Cabrera
4. Trichocline catharinensis Cabrera
5. Trichocline caulescens Phil.
6. Trichocline cineraria Hook. & Arn.
7. Trichocline cisplatina E.Pasini & M.R.Ritter
8. Trichocline crispa (Phil.) Cabrera
9. Trichocline dealbata (Hook. & Arn.) Hieron.
10. Trichocline deserticola Zardini
11. Trichocline exscapa Griseb.
12. Trichocline heterophylla Less.
13. Trichocline humilis Less.
14. Trichocline incana Cass.
15. Trichocline linearifolia Malme
16. Trichocline macrocephala Less.
17. Trichocline macrorhiza Cabrera
18. Trichocline maxima Less.
19. Trichocline plicata Hook. & Arn.
20. Trichocline reptans B.L.Rob.
21. Trichocline sinuata (D.Don) Cabrera
22. Trichocline speciosa Less.

## Sinonimi
- Amblysperma Benth.
- Bichenia D.Don